# Ucayali (vùng)
Ucayali là một vùng ở Peru. Vùng này nằm trong rừng mưa Amazon, lấy tên từ sông Ucayali. Thủ phủ là thành phố Pucallpa.
Vùng Ucayali giáp Acre của Brasil về hướng đông; vùng Madre de Dios về phía đông nam; Cusco về phía nam; Junín, Pasco và Huánuco về phía tây; và Loreto về phía bắc.
Vùng này được chia thành các tỉnh sau (tỉnh lỵ nằm trong ngoặc đơn):
- Atalaya (Atalaya)
- Coronel Portillo (Pucallpa)
- Padre Abad (Aguaytía)
- Purús (Esperanza)